# Mystery Eyes
Mystery Eyes es el tercer álbum en estudio lazado por la banda alemana hard rock Jaded Heart.

## Canciones
1. Heaven Is Falling – 6:12
2. Stop Me From Falling – 5:47
3. Give It All the Best – 4:41
4. Whisper – 4:54
5. She's Not You – 3:28
6. Mystery Eyes – 6:32
7. Walk On a Wire – 4:55
8. Can't Stand the Heartache – 6:07
9. Where Did Our Love Go – 5:26
10. No Friend of Mine – 4:41
11. What Is Love – 6:15